# Adam G. Sevani

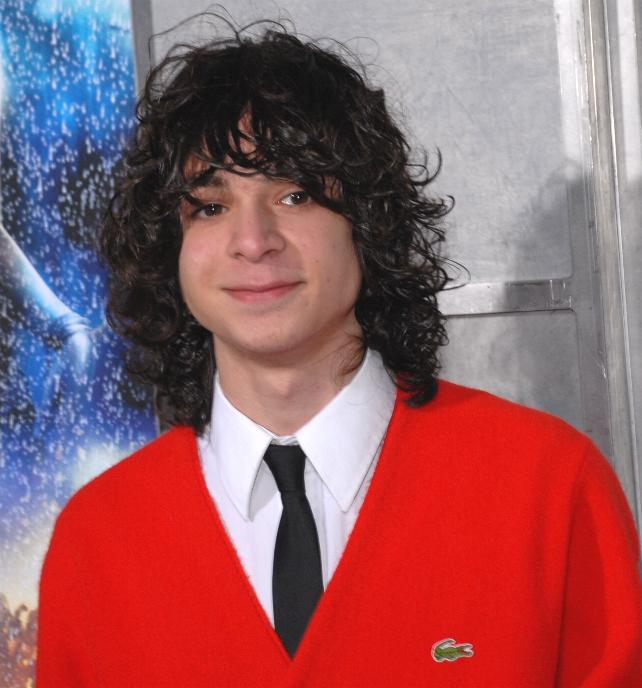
Adam G. Sevani (2008)

Adam G. Sevani (* 29. Juni 1992 in Los Angeles, Kalifornien), eigentlich Adam Manucharian, ist ein US-amerikanischer Schauspieler und Tänzer.

## Leben
Sevani kam als Sohn der Italienerin Edita und des Armeniers Gagik Sevani-Manucharian zur Welt. Er ist der jüngere Bruder von Vahe „V“ Sevani, einem Mitglied der US-amerikanischen Boygroup NLT. Im Tanzstudio seiner Eltern begann er schon sehr früh mit dem Tanzen. Über das Tanzen sagt er, es sei etwas, das er brauche und in dem er etwas Universelles sehe, das in jeder Sprache verstanden werde.
Sevani war Teil der FlyKidz, einer Sängergruppe und Kindershow des US-amerikanischen Fernsehsenders CBS. Er spielte im Film Superbad 2007 eine kleine Rolle, seine Szene wurde jedoch herausgeschnitten und landete lediglich in den Outtakes des Filmes.
Ein Jahr später spielte er mit der Figur des Robert Alexander der III auch Moose genannt, in dem Film Step Up to the Streets seine bisher bekannteste Nebenrolle. In der New York Times wurde seine Darstellung gelobt: Er sei im Film ein zwar zierlicher und alberner, aber auch außerordentlich selbstsicherer Tänzer, sein Moose könne gut und gerne der „krasseste Nerd der Filmgeschichte“ sein. Für die Rolle erhielt er 2008 den Young Hollywood Award in der Kategorie Best Scene Stealer. Eine Fortsetzung des Films wurde unter dem Titel Step Up 3D verfilmt und kam im August 2010 in die Kinos. Sevani hat darin erneut die Rolle des Moose übernommen, allerdings als einer der Hauptdarsteller.
2008, kurz nach der Veröffentlichung von Step Up to the Streets, gründete Adam zusammen mit Jon M. Chu, dem Regisseur von Step Up to the Streets und Step Up 3D, die Tanzgruppe ACDC (Adam/Chu Dance Crew). Zusammen mit den anderen Tänzern aus dem Film stellten sie Choreografien zusammen, mit denen sie Miley und Mandys Tanzgruppe (M&M's) schlagen wollten. Dieses Dancebattle wurde von Jon M. Chu „The biggest online Dancebattle“ genannt, da man die Choreografien online bei YouTube anschauen konnte.
Sevani trat außerdem im ersten Musikvideo von NLT auf, und choreographierte deren Video Karma.

## Filmografie

### Filme
- 2008: Step Up to the Streets (Step Up 2: The Streets)
- 2010: Step Up 3D
- 2012: LOL
- 2012: The First Time – Dein erstes Mal vergisst du nie! (The First Time)
- 2012: Step Up: Miami Heat (Step Up Revolution)
- 2014: Step Up: All In

### Serien
- 2018: Lucifer (Episode 3x18)

### Musikvideos
- „Breathe, Stretch, Shake“ von Mase
- „Switch“ von Will Smith
- „Church“ von T-Pain
- „I’m really hot“ von Missy Elliott
- „That Girl“ der Boygroup NLT
- „Club Can't Handle Me“ von Flo Rida
- „Thriller dance“ von Adam G. Sevani